# Зоологический музей имени Д. Н. Флорова
Зоологи́ческий музе́й и́мени Дми́трия Никола́евича Фло́рова — один из старейших зоологических музеев Поволжья, расположенный в Самаре. Является структурным подразделением естественно-географического факультета Самарского государственного социально-педагогического университета.

## История
Первые сборы зоологического материала в Куйбышевском пединституте начались со времени основания кафедры зоологии — в 1929 году. В годы ВОВ зоологический музей был расформирован. Многие экспонаты были переданы школам, методическим кабинетам города. Часть их была утрачена, а оставшиеся — утратили своё назначение как научный и учебный материал. К 1955 году от коллекции музея сохранились лишь единичные сильно попорченные экземпляры. В 1955 году, по инициативе заведующего кафедрой зоологии д.б.н., проф. Д. Н. Флорова приступили к возрождению музея, и было положено начало существованию теперешнего зоологического музея. В 1957 году ректором КГПИ для организации зоологического музея было отведено помещение на третьем этаже в главном учебном корпусе на ул. Максима Горького. С 1960 года музей открыт для посещения. В характере экспонирования материалов были приняты два направления — коллекционное и экспозиционное. Последнее подразумевает показ животных не только по определённой системе, а и экспонирование их в естественной обстановке. В 1972 году вместе с кафедрой зоологии музей переехал в новое здание на ул. Антонова-Овсеенко 24. Глобальная перестройка экспозиции зоомузея началась в 1988 году и продлилась до 1993 года. В этот период появились возможности преобразования старой экспозиции и приобретения новых экспонатов. В 1993 году заведующим зоомузея был назначен В. Г. Шведов. В 1994 году зоологический музей осуществляет проект по созданию участка африканской саванны.

## Фонды и экспозиции музея

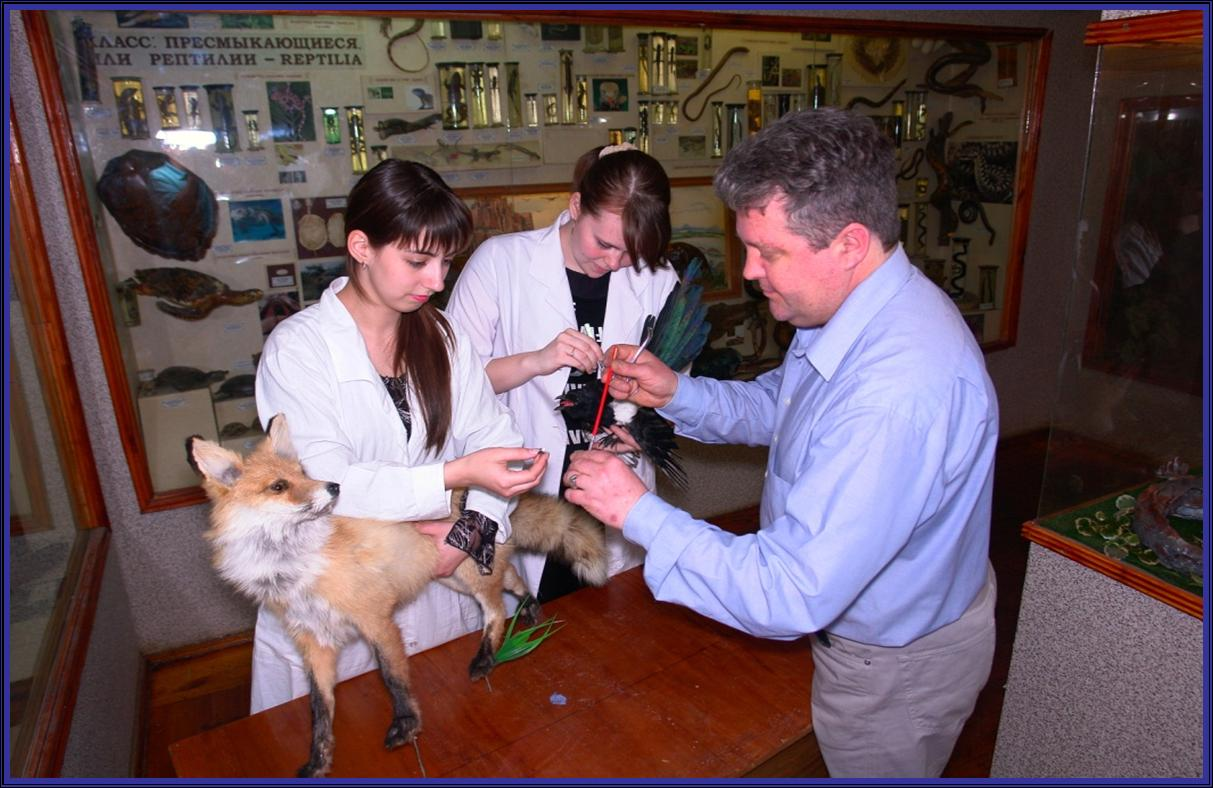
Работа в зоологичеком музее

Экспозиция демонстрирует многообразие животного мира Земли, располагается в четырёх залах и включает в себя: 63 систематических витрин и 28 больших и малых экологических диорам и биогрупп, в которых представлены различные природные зоны Земли: леса, поля, степи, пустыни, тундры, морское побережье и глубины моря с характерными животными и растениями. «Белый медведь на торосах», «Гиббон белорукий», «Семья барсуков», «Тропики Южной Америки», «Эму у гнезда», «Ток тетеревов», «Серый варан в пустыне», «Коралловый риф» и другие.
Коллекция насчитывает около 20000 единиц хранения, как местной фауны, так и различных стран и континентов, включая 60 видов животных занесенных в Красные Книги России и Международного Союза Охраны природы (МСОП). Особую ценность в музейной коллекции представляют отдельные экземпляры, сохранившиеся с 20-30 годов XX столетия. Например, чучело бурого медведя (хранится в музее с 1957 г.) изготовлено вначале XX века и стояло (предположительно) в бывшем цирке «Олимп», чучело двухголового телёнка (30-е г.), чучело канадской рыси зоологического музея Императорской Академии Наук, С.-Петербург, 1913 г. (надпись на сохранившейся этикетке). В начале 1990-х годов в музее появились редкие экспонаты: ехидна, броненосец, скелет ленивца, чучело колибри и пингвина Шлегеля, утконос (с сохранившейся английской этикеткой на подставке), привезенные из Австралии в 1912 году самарскими купцами Шихобаловыми.

## Награды и сотрудничество
Зоологический музей СГСПУ является членом ассоциации естественноисторических музеев России, входит в состав ассоциации научно-технических музеев города Самары. Музей сотрудничает с Самарским областным историко-краеведческим музеем им. П. В. Алабина, Самарским зоопарком, Самарской областной станцией юных натуралистов а также Тольяттинским, Кинельским и Сызранским краеведческими музеями Самарской области.